# Enric Morera

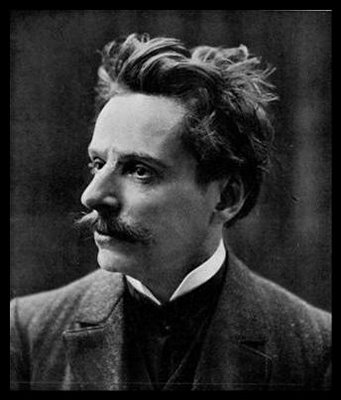
Enric Morera

Enric Morera i Viura (* 22. Mai 1865 in Barcelona; † 11. März 1942 ebenda) war ein katalanischer Komponist.
Morera verbrachte seine Kindheit in Argentinien. Die Familie kehrte 1883 nach Barcelona zurück, wo Morera Klavierunterricht bei Carles G. Vidiella und Kompositionsunterricht bei Felip Pedrell hatte. Nach einem Aufenthalt in Brüssel, wo er bei Paul Gilson und Philippe Févez studierte, ging er erneut nach Argentinien, bis er sich 1890 in Barcelona niederließ.
Er unterrichtete hier an der Escola Municipal de Música de Barcelona (später Conservatori Municipal de Música de Barcelona) Harmonielehre, Kontrapunkt und Komposition und komponierte mehr als achthundert Werke, darunter neben den großen sinfonischen Formen und Opern auch zahlreiche Sardanes.

## Werke
- Dansa del gnoms, 1893
- Introducció a l’Atlántida, sinfonische Dichtung, 1893
- Minuet per a quartet de corda, 1889
- Jesús de Nazareth, 1894
- La fada, Oper, 1897
- L’alegria que passa, 1898
- Missa de rèquiem, 1899
- La nit de l’amor, 1901
- El comte Arnau, 1905
- Bruniselda, 1906
- Empòrium, Oper, 1906
- Don Joan de Serrallonga, 1907
- La Santa Espina, 1907
- Cançons populars catalanes harmonitzades, 1910
- Titaina, Oper, 1912
- Tassarba, Oper, 1916
- Concert per a violoncel i orquestra, 1917
- El poema de la Nit i el Dia i de la Terra i de l’Amor, sinfonische Dichtung, 1920
- Cançons de carrer, 1926
- La Marieta de l’ullviu, 1926
- La cançó dels catalans, 1930
- El castell dels tres dragons, 1931
- Dotze cançons del Llibre de la Pàtria, 1936

| Personendaten    | Personendaten                              |
| ---------------- | ------------------------------------------ |
| NAME             | Morera, Enric                              |
| ALTERNATIVNAMEN  | Morera i Viura, Enric (vollständiger Name) |
| KURZBESCHREIBUNG | katalanischer Komponist                    |
| GEBURTSDATUM     | 22. Mai 1865                               |
| GEBURTSORT       | Barcelona                                  |
| STERBEDATUM      | 11. März 1942                              |
| STERBEORT        | Barcelona                                  |